# Zarandije megye

Markazi tartomány megyéinek elhelyezkedése

Zarandije megye (perzsául: شهرستان زرندیه) Irán Markazi tartományának egyik északi megyéje az ország középső, nyugati részén. Északkeleten, északon Kazvin tartomány, keleten Kom tartomány, délen Száve megye, nyugaton Hamadán tartomány határolja. Székhelye a 17 000 fős Mamunije városa. Második legnagyobb városa a 6800 fős Parandak. További három város található még a megyében: Hoskrud, Závije, Rázegán. A megye lakossága 57 550 fő. A megye két további kerületre oszlik: Központi kerület és Hargán kerület.

## Fordítás
- Ez a szócikk részben vagy egészben  a   Zarandieh County című angol Wikipédia-szócikk ezen változatának fordításán alapul.  Az eredeti cikk szerkesztőit annak laptörténete sorolja fel. Ez a jelzés csupán a megfogalmazás eredetét és a szerzői jogokat jelzi, nem szolgál a cikkben szereplő információk forrásmegjelöléseként.